# Sarah Riedel

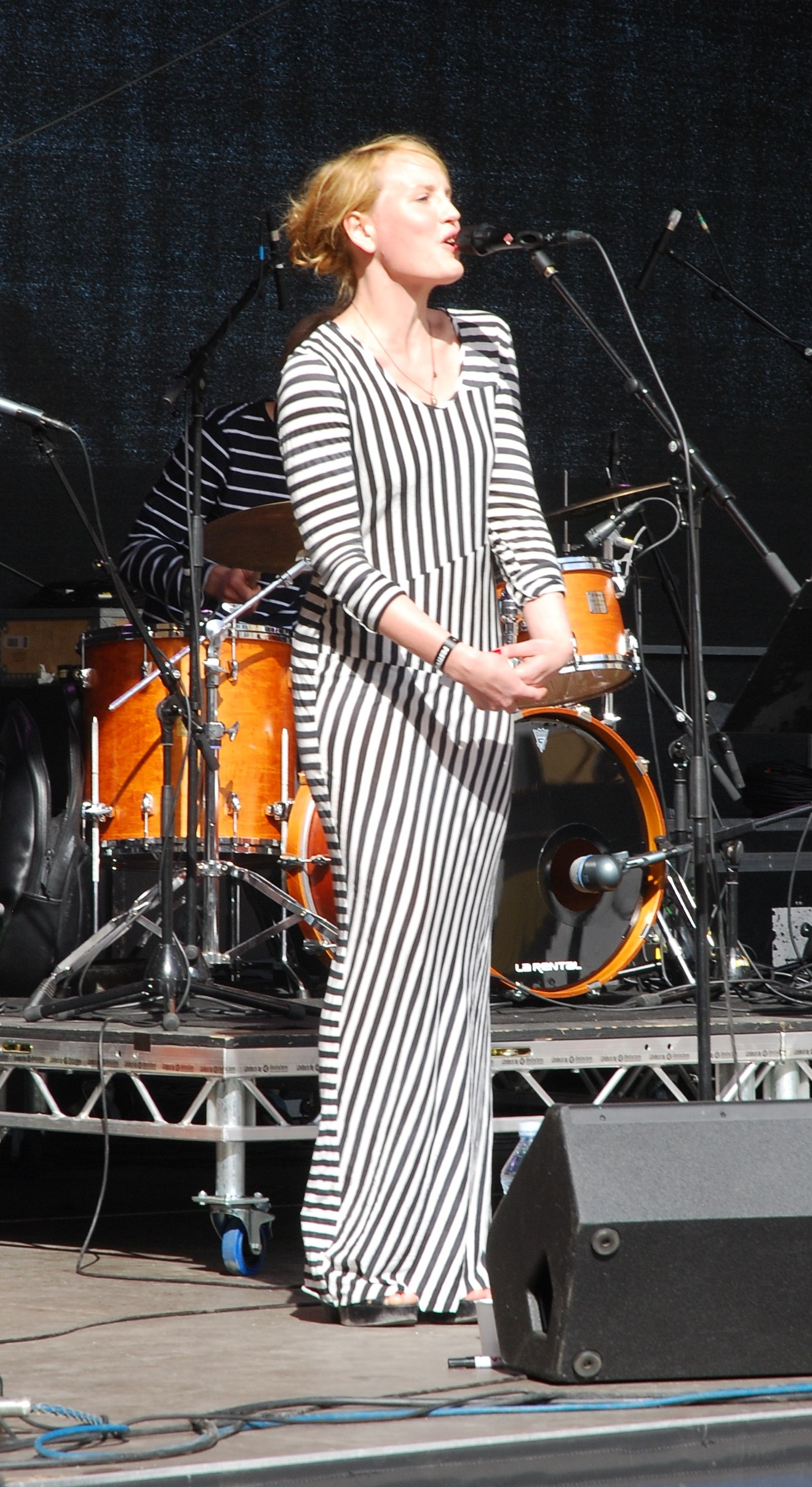
Sarah Riedel på Stockholm Jazz Festival 2010.

Sarah Lina Anna Henrietta Riedel, född 3 oktober 1982 i Maria Magdalena församling, Stockholm, är en svensk sångerska, musiker och kompositör med inriktning på jazz och visa.

## Biografi
Sarah Riedel är dotter till Georg Riedel. Hon utbildade sig på Högskolan för scen och musik vid Göteborgs universitet, där hon tog kandidatexamen 2009. Hon skivdebuterade som femåring på Världens bästa Astrid med visan "Lille katt" och har sedan dess medverkat på en rad CD-skivor, i radio och TV samt gett ett stort antal konserter.
År 2008 fick hon Sten A. Olssons kulturstipendium. I februari 2010 nominerades hon till Sveriges Radios prestigefulla utmärkelse Jazzkatten för årets nykomling, och i april samma år gav hon ut sitt första album i eget namn, Memories of a Lost Lane.
År 2011 började hon uppträda ihop med Joonas Kuusisto och tillsammans kallade de sig Common Creature. Deras musik består av en originell pop–jazz-blandning. Det första albumet, Daydreamers, gavs ut den 7 december 2011.
År 2014 släppte Sarah Riedel albumet Genom natten som hon producerade tillsammans med Martin Hederos (The Soundtrack of Our Lives, Tonbruket mm). Skivan nominerades både till Manifestpriset och Grammis i kategorin "Årets visa".
År 2013 utnämndes Sarah Riedel till musikchef och artist in residence på Kulturhuset Stadsteatern i Stockholm, en befattning hon innehade till 2017. Hon har där samarbetat med Kungliga Hovkapellet, tonsatt texter av Kristina Lugn i föreställningen Lugn och Riedel samt framfört texter av Barbro Lindgren i produktionen Jag har ett hav inom mig.

## Diskografi i urval
- 2008 – Hemligheter på vägen med Georg Riedel (Footprint Records)
- 2010 – Memories of a Lost Lane (Parallell)
- 2011 – Daydreamers med Common Creature (Eclipse Music)
- 2011 – Cornelis vs. Riedel med Georg Riedel och Nicolai Dunger (Playground Music)
- 2012 – Perfectly Still med Carl Svensson och Viktor Skokic (Footprint Records)
- 2014 – Genom natten (Diesel/Playground Music)

## Teater

### Roller
| År   | Roll        | Produktion                                       | Regi          | Teater      |
| ---- | ----------- | ------------------------------------------------ | ------------- | ----------- |
| 2016 | Moster Gerd | Trollflöjten 2.0 Emma Sandanam och Mette Herlitz | Fredrik Meyer | Parkteatern |
| 2020 |             | Får jag vara med? Stina Wirsén                   | Anna Vnuk     | Dramaten    |